# Прист, Хэйг
Хол Хэйг (Харри) Прист (англ. Hal Haig "Harry" Prieste; 23 ноября 1896 — 19 апреля 2001) — американский прыгун в воду, призёр Олимпийских игр 1920 года.
Хэйг Прист родился в 1896 году во Фресно (Калифорния), в семье армянских эмигрантов по фамилии Кесисян. Некоторое время он использовал в качестве американского имени «Гарри», но потом стал известен в шоу-бизнесе как «Хол Хэйг Прист».
Хэйг Прист был каскадёром в Голливуде, снялся в ряде фильмов. В 1920 году на Олимпийских играх в Антверпене он завоевал бронзовую медаль в прыжках с 10-метровой вышки. Впоследствии участвовал в профессиональных водных шоу, был акробатом, выступал в цирке.
В 1997 году репортёр брал интервью у 100-летнего Приста на банкете, устроенном Международным олимпийским комитетом, и поинтересовался, не в курсе ли тот судьбы олимпийского флага, который не могли найти после окончания Олимпийских игр в Антверпене. «В курсе, — ответил Хэйг. — Он на дне моего чемодана». Оказалось, что по окончании Игр с подначки коллеги по команде пловца Дьюка Каханамоку Прист вскарабкался по флагштоку и украл флаг, и тот в течение 77 лет хранился у него. Флаг был возвращён Пристом на специальной церемонии во время Олимпийских игр 2000 года, и в настоящее время хранится в Олимпийском музее в Лозанне.
На момент своей смерти в возрасте 104 лет в апреле 2001 года Прист являлся самым возрастным призёром Олимпийских игр. В списке дольше всех проживших призёров Олимпийских игр занимает второе место, уступая только финну Яльмари Кивенхеймо.